# Grand Prix Francie 1964
Grand Prix Francie 1964 (oficiálně 50e Grand Prix de l'A.C.F.) se jela na okruhu Rouen-Les-Essarts v Grand-Couronne ve Francii dne 28. června 1964. Závod byl čtvrtým v pořadí v sezóně 1964 šampionátu Formule 1.

## Závod
| Poř.   | No. | Jezdec              | Konstruktér    | Počet kol | Čas/Odstoupení     | Pořadí na startu | Body |
| ------ | --- | ------------------- | -------------- | --------- | ------------------ | ---------------- | ---- |
| 1      | 22  | Dan Gurney          | Brabham-Climax | 57        | 2:07:49.1          | 2                | 9    |
| 2      | 8   | Graham Hill         | BRM            | 57        | + 24.1             | 6                | 6    |
| 3      | 20  | Jack Brabham        | Brabham-Climax | 57        | + 24.9             | 5                | 4    |
| 4      | 4   | Peter Arundell      | Lotus-Climax   | 57        | + 1:10.6           | 4                | 3    |
| 5      | 10  | Richie Ginther      | BRM            | 57        | + 2:12.1           | 9                | 2    |
| 6      | 12  | Bruce McLaren       | Cooper-Climax  | 56        | + 1 kolo           | 7                | 1    |
| 7      | 14  | Phil Hill           | Cooper-Climax  | 56        | + 1 kolo           | 10               |      |
| 8      | 36  | Mike Hailwood       | Lotus-BRM      | 56        | + 1 kolo           | 13               |      |
| 9      | 26  | Lorenzo Bandini     | Ferrari        | 55        | + 2 kola           | 8                |      |
| 10     | 34  | Chris Amon          | Lotus-BRM      | 53        | + 4 kola           | 14               |      |
| 11     | 28  | Maurice Trintignant | BRM            | 52        | + 5 kol            | 16               |      |
| 12     | 32  | Bob Anderson        | Brabham-Climax | 50        | + 7 kol            | 15               |      |
| Ret    | 16  | Innes Ireland       | BRP-BRM        | 32        | Nehoda             | 11               |      |
| Ret    | 2   | Jim Clark           | Lotus-Climax   | 31        | Motor              | 1                |      |
| Ret    | 24  | John Surtees        | Ferrari        | 6         | Motor              | 3                |      |
| Ret    | 18  | Trevor Taylor       | BRP-BRM        | 6         | Brzdy/Nehoda       | 12               |      |
| Ret    | 30  | Jo Siffert          | Brabham-BRM    | 4         | Spojka             | 17               |      |
| DNS    | 36  | Peter Revson        | Lotus-BRM      |           | Vůz řídil Hailwood |                  |      |
| Zdroj: |     |                     |                |           |                    |                  |      |

## Průběžné pořadí po závodě
Pohár jezdců
|        | Pořadí | Jezdec         | Body |
| ------ | ------ | -------------- | ---- |
|        | 1      | Jim Clark      | 21   |
|        | 2      | Graham Hill    | 20   |
|        | 3      | Richie Ginther | 11   |
|        | 4      | Peter Arundell | 11   |
| 7      | 5      | Dan Gurney     | 10   |
| Zdroj: |        |                |      |

Pohár konstruktérů
|        | Pořadí | Konstruktér    | Body |
| ------ | ------ | -------------- | ---- |
|        | 1      | Lotus-Climax   | 25   |
|        | 2      | BRM            | 21   |
| 2      | 3      | Brabham-Climax | 14   |
| 1      | 4      | Cooper-Climax  | 9    |
| 1      | 5      | Ferrari        | 6    |
| Zdroj: |        |                |      |